# Driekopita
La driekopita és un mineral de la classe dels elements natius. Rep el nom de la mina Driekop, a Sud-àfrica, la seva localitat tipus.

## Característiques
La driekopita és un aliatge de fórmula química PtBi. És l'anàleg de platí de la sobolevskita i de bismut de la stumpflita. Va ser aprovada com a espècie vàlida per l'Associació Mineralògica Internacional l'any 2022 i publicada en el mes de juliol de 2023. Cristal·litza en el sistema hexagonal.
L'exemplar que va servir per a determinar l'espècie, el que es coneix com a material tipus, es troba conservat a les col·leccions mineralògiques del Museu Canadenc de la Natura, al Quebec (Canadà), amb el número de catàleg: cmnmc 90261.

## Formació i jaciments
Va ser descoberta a la mina Driekop, situada a Sekhukhuneland, dins el municipi de Fetakgomo Tubatse, al districte de Sekhukhune (Província de Limpopo, Sud-àfrica). Aquesta mina sud-africana és l'únic indret de tot el planeta on ha estat descrita aquesta espècie mineral.